# The Beauty and the Beast
The Beauty and the Beast è un album del gruppo musicale tedesco Stormwitch, pubblicato nel 1987. È stato ripubblicato in Germania il 24 marzo 2005 dalla Battle Cry Records.

## Tracce
Musiche di Lee Tarot, Steve Merchant.
1. Call of the Wicked – 2:53
2. The Beauty and the Beast – 4:18
3. Just For One Night – 3:19
4. Emerald Eye – 3:36
5. Tears by the Firelight – 3:58
6. Tigers of the Sea – 4:00
7. Russia's on Fire – 5:59
8. Cheyenne (Where the Eagles Retreat) – 4:55
9. Welcome to Bedlam – 3:17

## Formazione
- Lisa Wheeler - voce, cori
- Andy Aldrian - voce, cori
- Lee Tarot - chitarra solista, voce
- Steve Merchant - chitarra ritmica, cori
- Tom Krüger - tastiera
- Ronny Pearson - basso, cori
- Pete Lancer - batteria